# Janicharis africana
Janicharis africana är en stekelart som beskrevs av Alex Gumovsky och Gérard Delvare 2006. Janicharis africana ingår i släktet Janicharis och familjen finglanssteklar.
Artens utbredningsområde är:
- Kamerun.
- Madagaskar.
- Nigeria.

Inga underarter finns listade i Catalogue of Life.